# Meloderma desmazieri
Meloderma desmazieri är en svampart som först beskrevs av Duby, och fick sitt nu gällande namn av Darker 1967. Meloderma desmazieri ingår i släktet Meloderma och familjen Rhytismataceae.   Inga underarter finns listade i Catalogue of Life.